# Torii

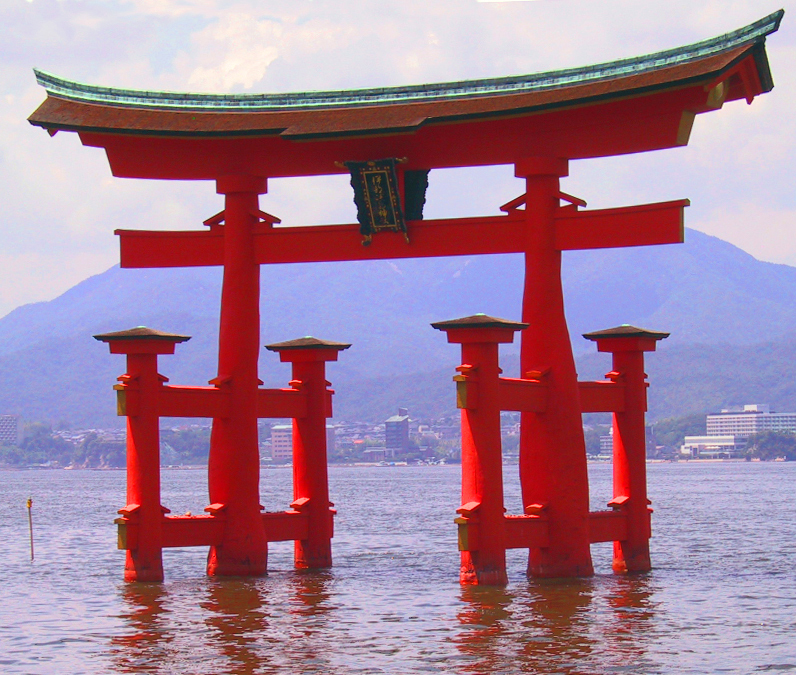
Torii chramu Itsukushima

Poszczególne elementy torii

Rodzaje torii:
A shinmei-torii, B kashima-torii,
C myōjin-torii, D hachiman-torii,
E kasuga-torii, F nakayama-torii,
G gekū-torii, H mihashira-torii,
I miwa-torii, J ryōbu-torii

Torii (jap. 鳥居 dosł. miejsce dla ptaków, grzęda) – symboliczna brama o charakterystycznym kształcie, prowadząca do świętego obszaru chramów i miejsc świętych shintō (w shintō ptaki są uważane za posłańców kami (bogów, bóstw). Chramy mogą mieć jedną lub więcej torii. Największa z nich nazywa się „pierwszą torii” (ichi-no-torii) i stoi przy wejściu na teren chramu. Mogą być ustawione również w różnych punktach, aby wskazywać poziom świętości w zbliżaniu się do głównego pawilonu (honden).  

## Opis
Torii jest także powszechnie rozpoznawalnym elementem architektury japońskiej. Najczęściej stosowanymi materiałami budowlanymi są drewno i kamień, ale nie ma szczególnych ograniczeń. Jest to konstrukcja, której podstawowy kształt tworzą dwa słupy złączone u góry dwiema poprzecznymi belkami. Pomimo tego, że prawie każda torii jest unikalna i ma swoje własne cechy, to ogólnie można je podzielić na dwa podstawowe typy. Pierwszym jest shinmei-torii (神明鳥居), który charakteryzuje się prostymi belkami. Drugim – myōjin-torii (明神鳥居) z wygiętymi końcami belek poprzecznych.
Torii symbolizuje przejście od „świata skończonego” – fizycznego świata ziemskiego, którego końcem jest śmierć, do „świata nieskończonego” będącego światem kami (bogów). Torii jest stawiane tam, gdzie może mieszkać kami, a więc nie są rzadkością torii stojące w wodzie, na przybrzeżnych skałach lub w przydomowym ogrodzie – w miejscach szczególnych dla shintō.
Największa brama torii znajduje się w chramie Itsukushima na wyspie Miyajima. Ma wysokość 16 metrów.

## Legenda
Na temat pochodzenia bramy, jak i słowa torii (dosł. „są ptaki”, ale prawdopodobnie są to ateji, znaki do zapisu fonetycznego) istnieje wiele teorii, ale żadna nie uzyskała formalnej akceptacji. Najczęściej za wyjaśnienie służy mit o Ama-no-iwato („Brama Niebiańskiej Jaskini Skalnej”). Amaterasu, najważniejsza bogini shintō i przodek japońskiej rodziny cesarskiej, obraziła się na swojego brata Susanoo i ukryła w jaskini. Ponieważ jest boginią słońca świat pogrążył się w całkowitej ciemności. Aby wywabić ją z jaskini, inni bogowie próbowali wielu sposobów. Zorganizowali także głośną imprezę taneczną, ale ponieważ nie przyniosło to skutku, usadowiono na żerdzi przed jaskinią koguta. Zmuszono go następnie do piania, aby Amaterasu myślała, że nadchodzi świt bez jej udziału. Pomysł zdał egzamin: bogini wyszła na zewnątrz, jaskinię zamknięto za nią, a świat odzyskał światło.

## Galeria

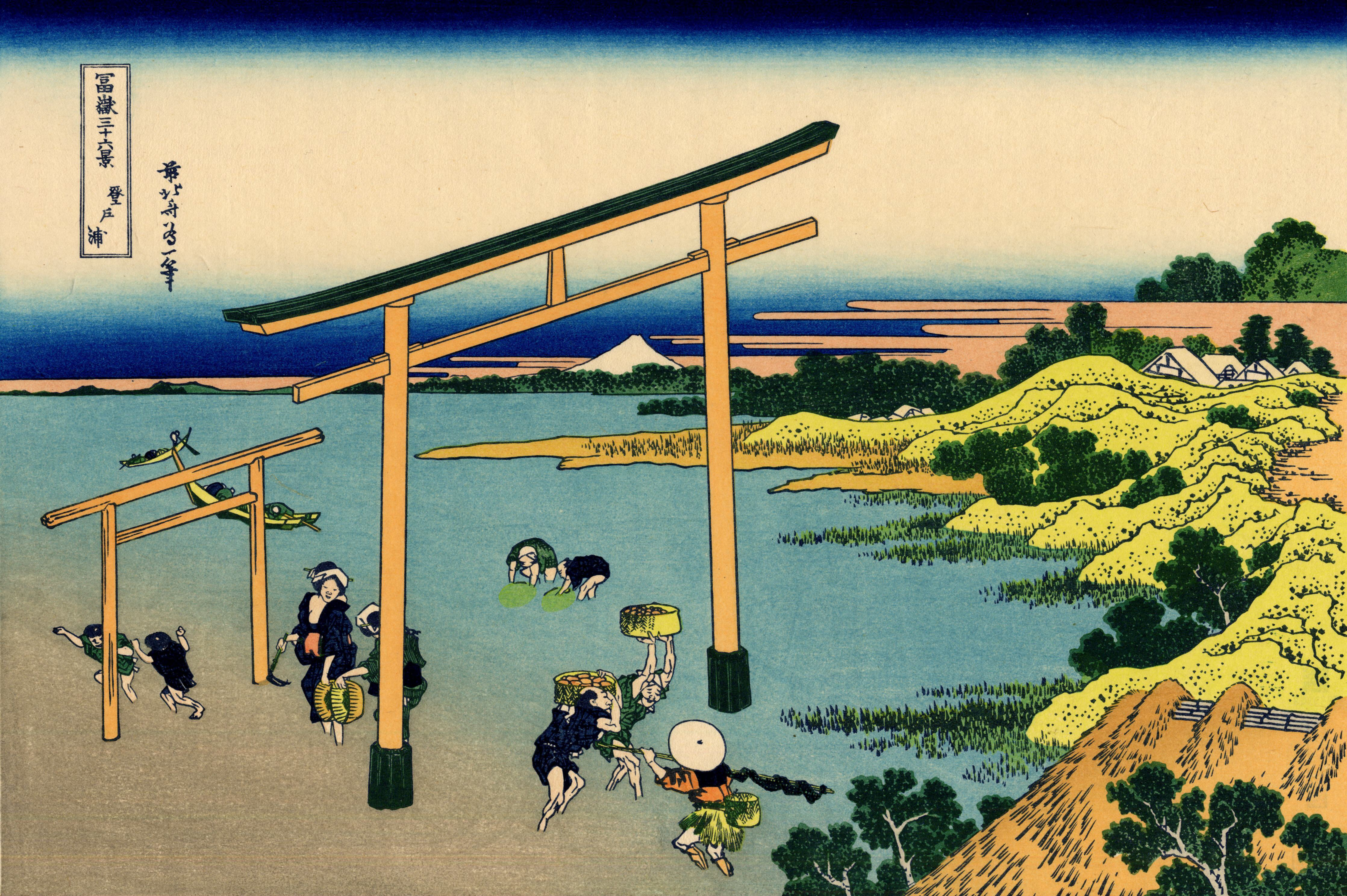
Hokusai Katsushika (1760-1849), Zatoka Noboto
Chram Fushimi Inari-taisha, Kioto
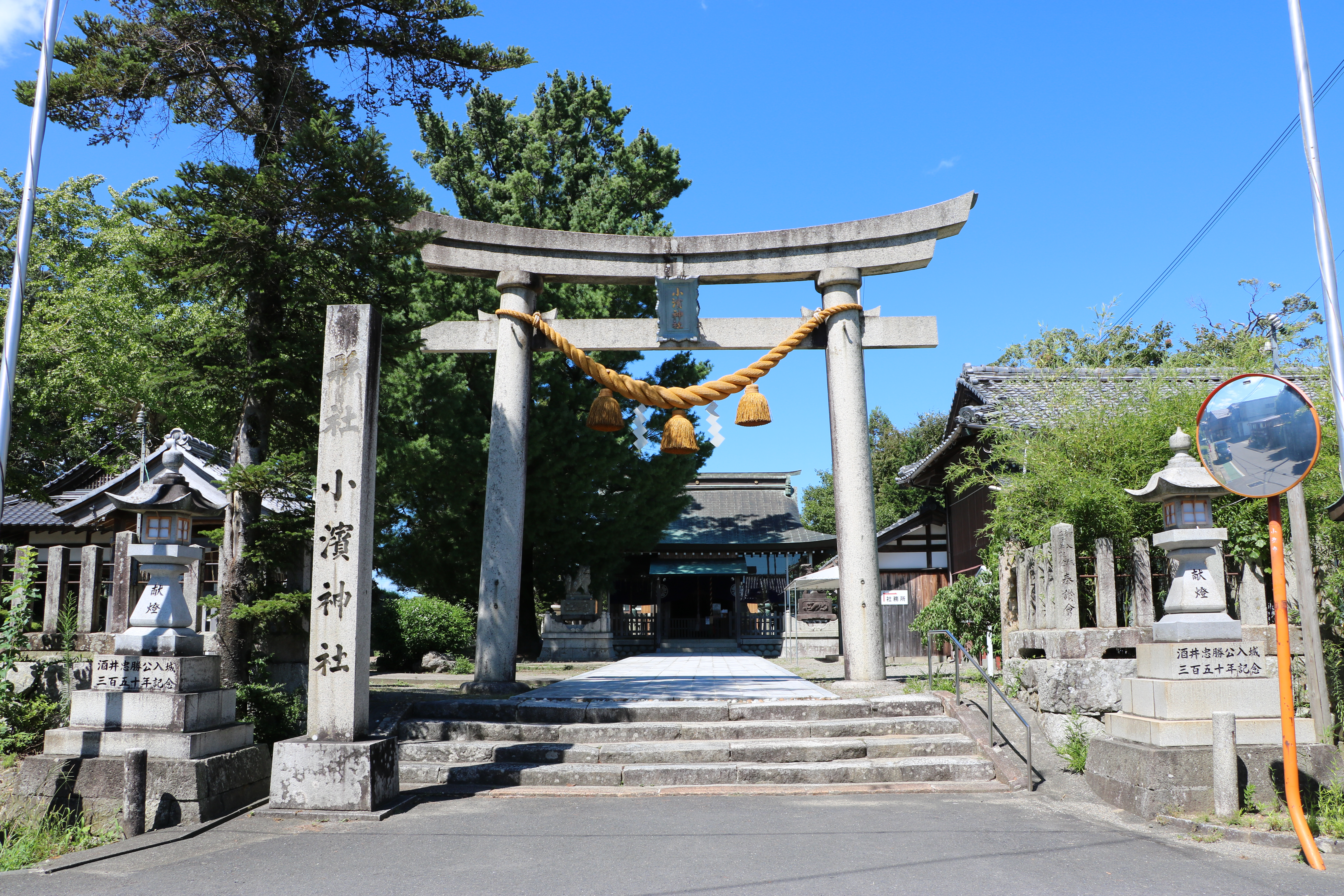
Chram Obama, Obama
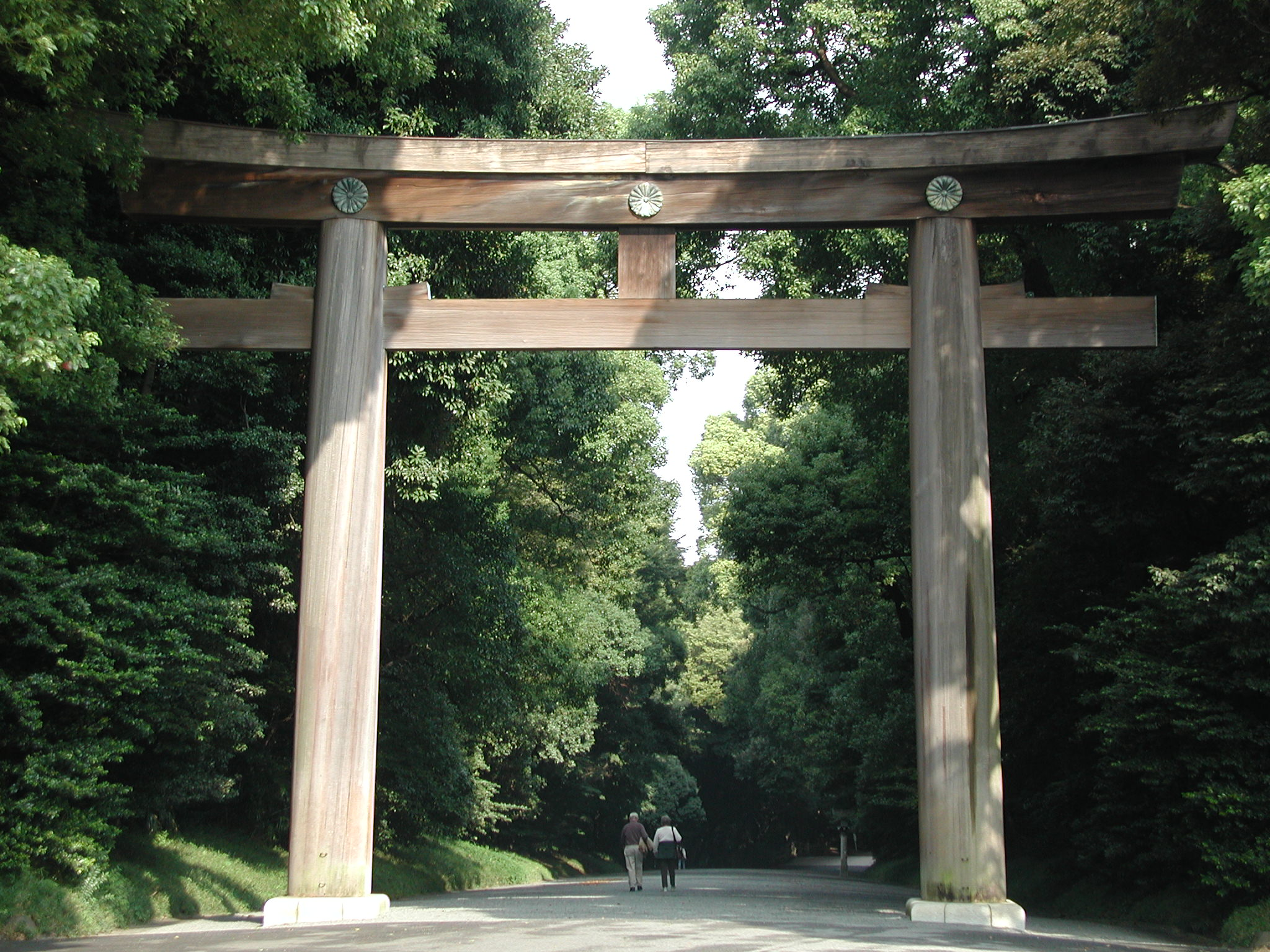
Meiji-jingū, Tokio
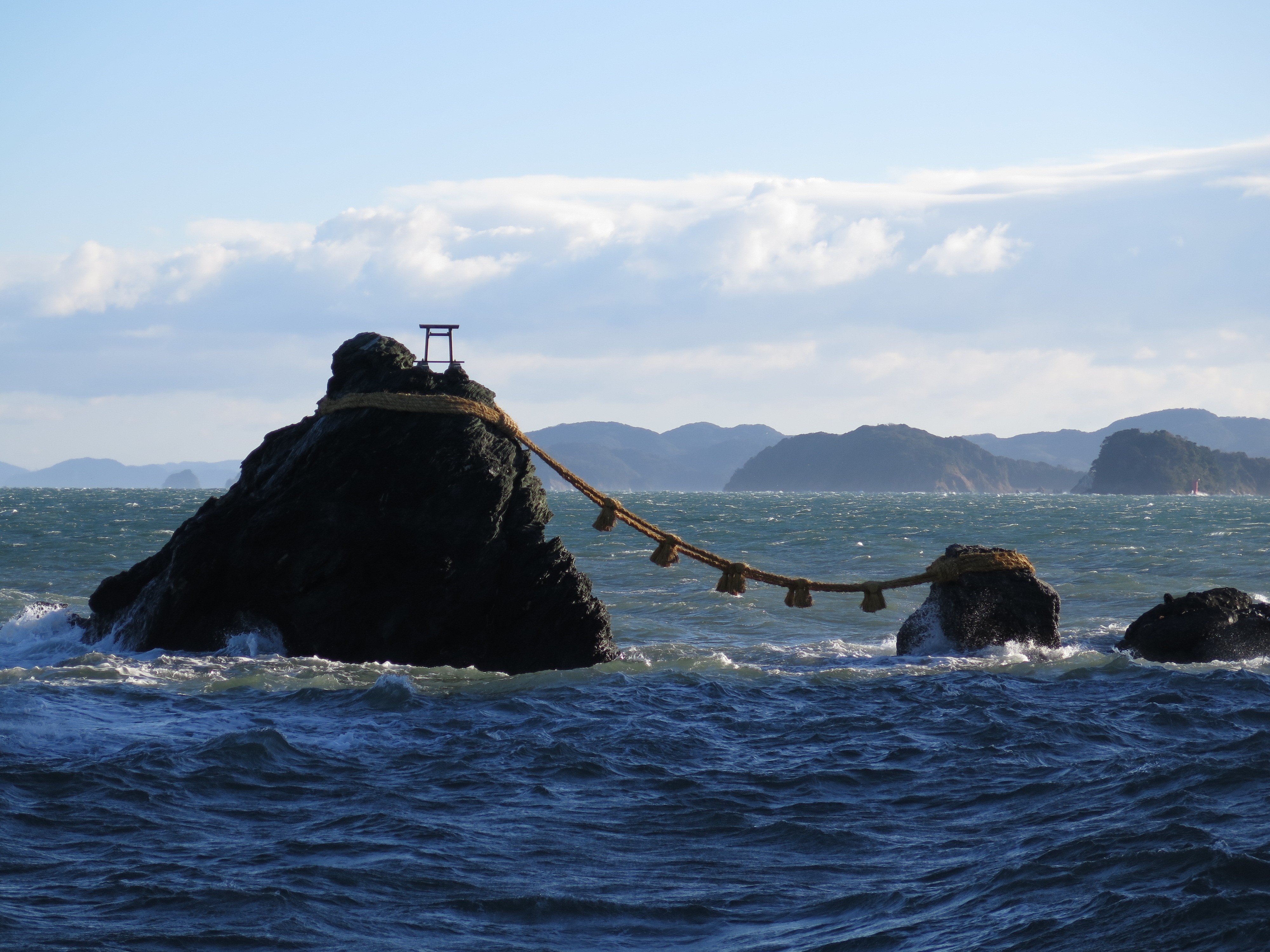
Meoto Iwa, pref. Mie
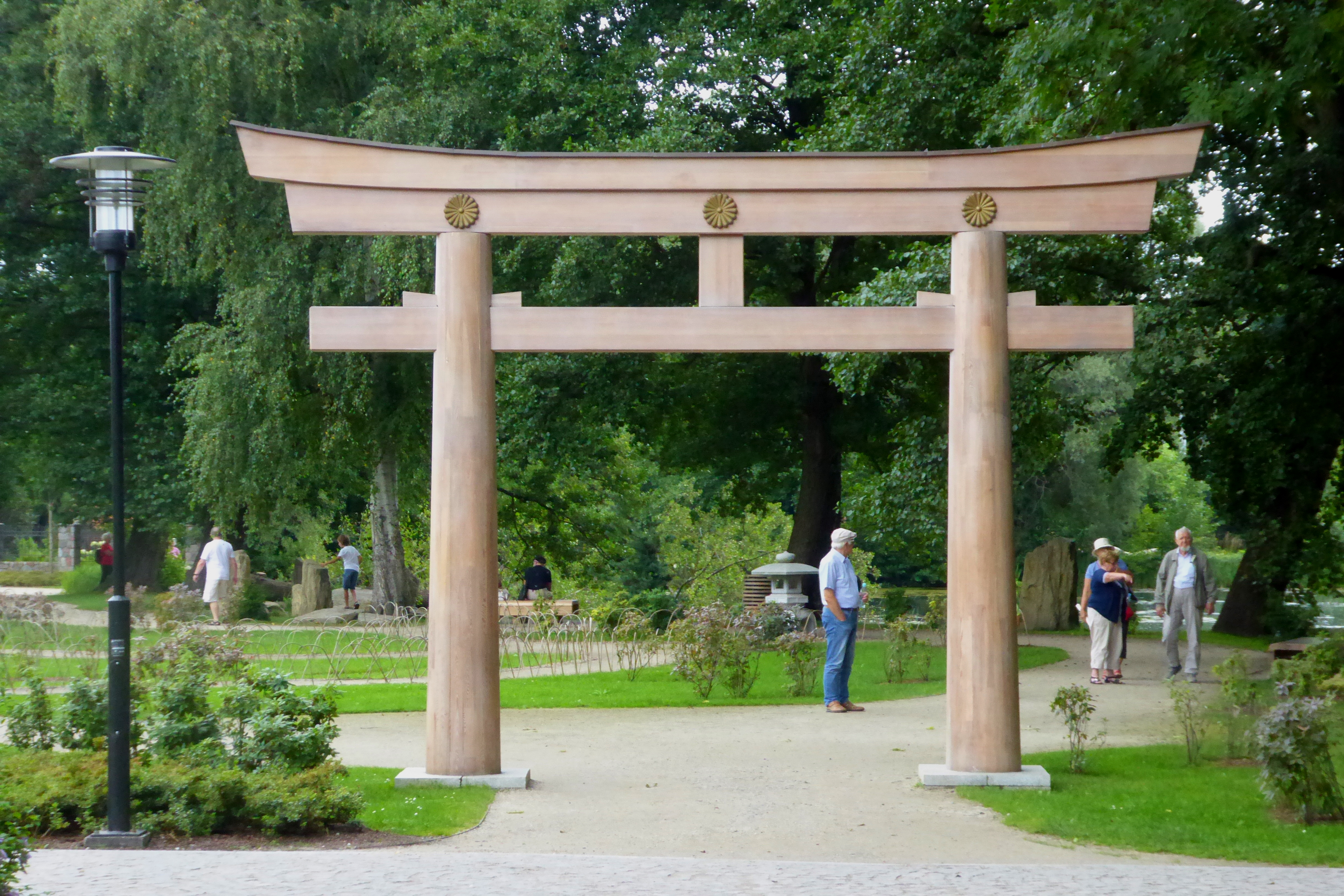
Torii w Parku Oliwskim, Gdańsk